# Terence Ingold

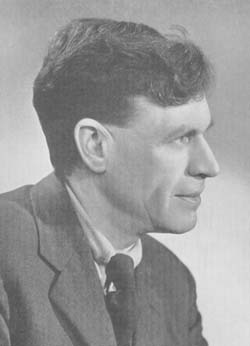
Terence Ingold (zwischen 1945 und 1950)

Cecil Terence Ingold (* 3. Juli 1905 in Belfast, damals Vereinigtes Königreich von Großbritannien und Irland; † 31. Mai 2010 in Wooler, Northumberland, Vereinigtes Königreich) war ein britischer Mykologe.
Sein botanisch-mykologisches Autorenkürzel lautet „Ingold“.

## Leben
Er studierte Botanik an der Queen’s University of Belfast und promovierte mit einer Arbeit im Fachgebiet Pflanzenphysiologie. 1930 wurde er Dozent an der University of Reading, 1937 am University College of Leicester. Von 1944 bis zu seiner Emeritierung 1972 lehrte er als Professor für Botanik am Birkbeck College der University of London.
1939/1942 entdeckte er mehrere Arten einer zuvor wenig beachteten Gruppe von Pilzen, die auf in Flüsse gefallenem Herbstlaub leben und sich über Konidien fortpflanzen. Er erforschte deren Fortpflanzung und Bedeutung für die Nahrungskette. Diese Gruppe wird inzwischen nach ihm Ingoldian fungi genannt.
Ein weiterer Forschungsschwerpunkt war der Mechanismus, mit dem Pilze ihre Sporen ausstoßen. Terence Ingold war Mitglied und zeitweise Vorsitzender der British Mycological Society. Als Vizepräsident des Inter-Universities' Council for Higher Education Overseas war er am Aufbau von Universitäten in mehreren afrikanischen Staaten beteiligt.
Auch nach seiner Emeritierung forschte und publizierte Ingold weiter. Er starb im Alter von 104 Jahren und hinterließ vier Kinder, darunter die Stadt- und Raumplanerin Patsy Healey und den Anthropologen Tim Ingold.

## Werke
- Spore discharge in land plants, 1939
- Aquatic hyphomycetes of decaying alder leaves, in: Transactions of the British Mycological Society, Band 25, Heft 4, 31. Dezember 1942, S. 339–417, doi:10.1016/S0007-1536(42)80001-7.
- Dispersal in fungi, 1953
- The biology of fungi, 1961, 6. Aufl. 1993 (ISBN 0412490404)
- Spore liberation, 1965
- Fungal spores. Their liberation and dispersal, 1971